# Andrzej Jakimowski

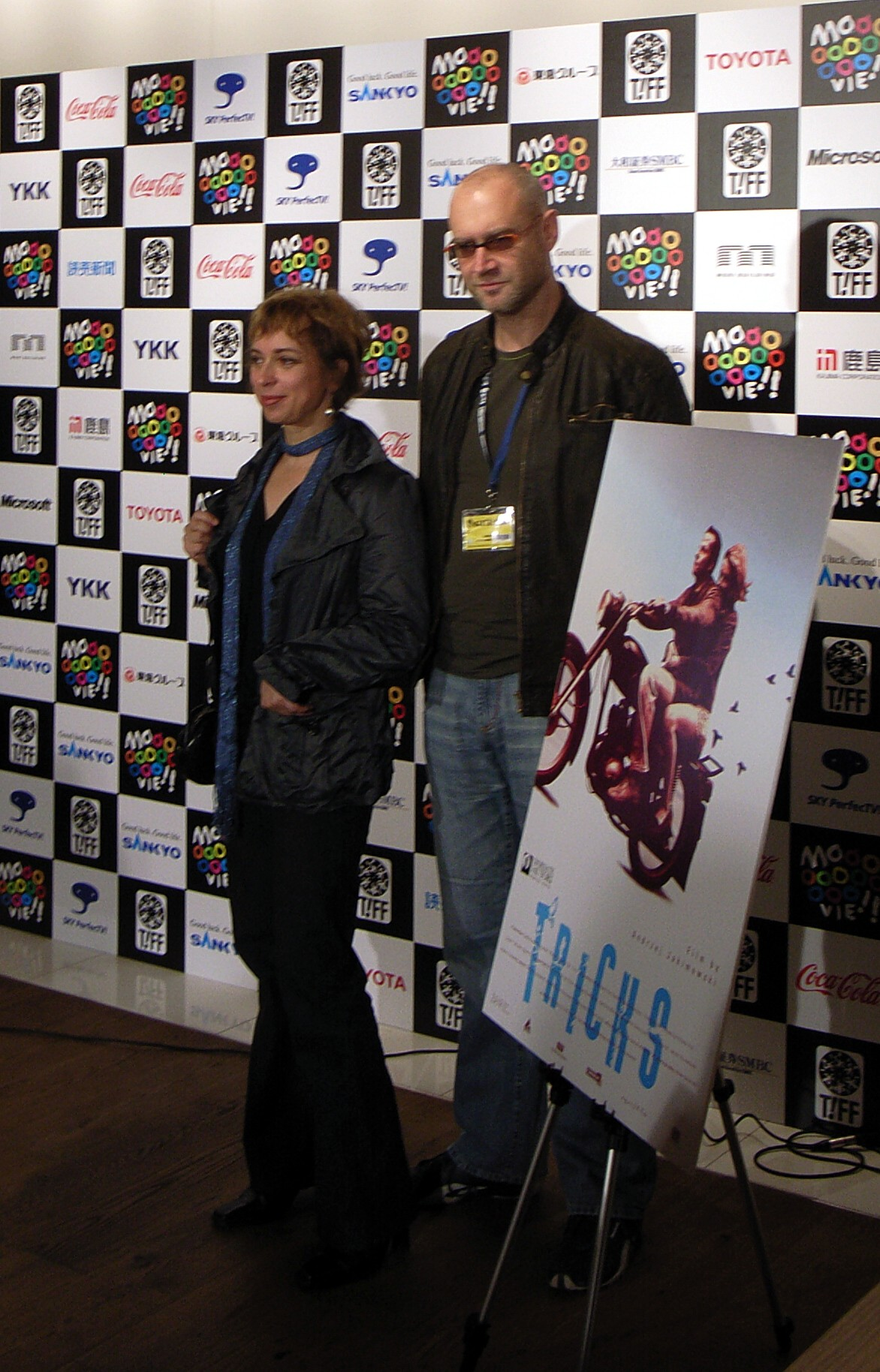
Andrzej Jakimowski mit seiner Frau Ewa 2007

Andrzej Jakimowski (* 17. August 1963 in Warschau) ist ein polnischer Filmregisseur und Drehbuchautor.

## Leben und Werk
Jakimowski studierte Philosophie an der Universität Warschau und absolvierte ein Studium an der Fakultät für Rundfunk und Fernsehen Krzysztof Kieślowski der Schlesischen Universität in Kattowitz. Zu Beginn seiner Karriere drehte er Kurzfilme und Dokumentationen. Im Jahr 1991 entstand sein erster Kurzfilm Pogłos (dt. Echo). Die 1994 entstandene Dokumentation Miasto cieni erhielt 1998 den Hauptpreis des Internationalen Festivals Ethnischer Dokumentarfilme und Fernsehprogramme „At Home“ in Krakau. Es folgten weitere Dokumentationen wie Dzyń, dzyń (1997) und Wilcza 32 (1998).
Seinen ersten Spielfilm Zmruż oczy (dt. Augenzwinkern) aus dem Jahr 2002 produzierte Jakimowski selbst. Er wurde sein Durchbruch als Regisseur und als bester Film des Jahres 2004 mit dem Polnischen Filmpreis ausgezeichnet. Hauptdarsteller Zbigniew Zamachowski erhielt für die Rolle des Jasiek den Polnischen Filmpreis in der Kategorie Bester Hauptdarsteller. In Solidarność, Solidarność …, einer Collage von 13 Kurzfilmen von 13 Regisseuren anlässlich des 25. Geburtstages der polnischen Gewerkschaft Solidarność, steuerte Jakimowski den neunminütigen Kurzfilm Torba bei.
Sein Film Kleine Tricks (orig. Sztuczki), der am 23. Juli 2009 in die deutschen Kinos kam, war der offizielle Beitrag Polens zur Oscarverleihung 2009, kam jedoch nicht in die engere Auswahl. Die Geschichte um einen Jungen aus der Provinz, der überzeugt ist, in einem Bahnreisenden seinen Vater zu erkennen, und nun mit diversen „kleinen Tricks“ versucht, ihn zur Rückkehr nach Hause zu bewegen, gewann auf dem Polnischen Filmfestival Gdynia im Jahr 2007 den Goldenen Löwen. Im selben Jahr wurde er auf dem Tbilisi International Film Festival mit dem Goldenen Prometheus ausgezeichnet. Wie schon für Zmruż oczy schrieb Jakimowski auch das Drehbuch für Kleine Tricks selbst.
Jakimowskis folgender Film Imagine wurde in Portugal gedreht und beschäftigte sich mit einem blinden Pädagogen, der in einer Augenklinik unter anderem die junge Eva, dargestellt von Alexandra Maria Lara, im sich räumlichen Orientieren mithilfe von Echoortung unterrichtet. Imagine erlebte 2012 auf dem Internationalen Filmfestival Warschau seine Premiere, wo er mit dem Publikumspreis ausgezeichnet wurde. Jakimowski erhielt die Auszeichnung als bester Regisseur. Mit Pewnego razu w listopadzie … widmete sich Jakimowski dem Thema Obdachlosigkeit vor dem Hintergrund des von Rechtsradikalen dominierten „Unabhängigkeitsmarschs“ am 11. November 2013, in dessen Folge es zu Ausschreitungen kam. Teilweise enthielt der Film dokumentarische Aufnahmen. Der Film lief 2017 auf dem Internationalen Filmfestival Warschau im internationalen Wettbewerb um den Grand Prix und war 2018 für den Goldenen Löwen für den besten Film des Polnischen Filmfestivals Gdynia nominiert. Im Rahmen der Polish Days des Międzynarodowego Festiwalu Filmowego Nowe Horyzonty, das aufgrund der Covid-19-Pandemie im Juli 2020 online ausgetragen wurde, präsentierte Jakimowski seinen in Arbeit befindlichen Film Kozia Góra.

## Filmografie als Regisseur
- 1991: Pogłos
- 1994: Miasto Cieni
- 1997: Dzyń, dzyń
- 1998: Wilcza 32
- 2002: Zmruż oczy
- 2005: Solidarność, Solidarność … (Teil: Torba)
- 2007: Kleine Tricks (Sztuczki)
- 2012: Imagine
- 2017: Pewnego razu w listopadzie …

## Auszeichnungen (Auswahl)
- 2002: Internationales Filmfestival Mannheim-Heidelberg – Lobende Erwähnung der FIPRESCI-Jury für Zmruż oczy
- 2004: Polnischer Filmpreis – Bester Film für Zmruż oczy
- 2004: Polnischer Filmpreis – Beste Regie für Zmruż oczy
- 2004: Polnischer Filmpreis – Bestes Drehbuch für Zmruż oczy
- 2004: San Francisco International Film Festival – New Directors Prize (ehem. Skyy Prize) für Zmruż oczy
- 2004: Sochi International Film Festival – Goldene Rose für Zmruż oczy
- 2007: Internationale Filmfestspiele von Venedig – Label Europa Cinemas Award – Giornate degli Autori 2007 für Kleine Tricks
- 2007: Internationale Filmfestspiele von Venedig – Lanterna Magica Award für Kleine Tricks
- 2007: São Paulo International Film Festival – Special Jury Prize für Kleine Tricks
- 2007: Polnisches Filmfestival Gdynia – Goldener Löwe für Kleine Tricks
- 2007: Tbilisi International Film Festival – Goldener Prometheus für Kleine Tricks
- 2008: Polnischer Filmpreis – Beste Regie für Kleine Tricks
- 2008: Miami International Film Festival – Großer Preis der Jury für Kleine Tricks
- 2012: Internationales Filmfestival Warschau – Publikumspreis und Auszeichnung als Bester Regisseur für Imagine
- 2017: Internationales Filmfestival Warschau – Nominierung Grand Prix (internationaler Wettbewerb) für Pewnego razu w listopadzie …
- 2018: Polnisches Filmfestival Gdynia – Nominierung Goldener Löwe für Pewnego razu w listopadzie …